# Ectoedemia liebwerdella
Ectoedemia liebwerdella là một loài bướm đêm thuộc họ Nepticulidae. It occurs locally in central và miền nam châu Âu, phía đông đến the Volga và Ural regions of Nga.

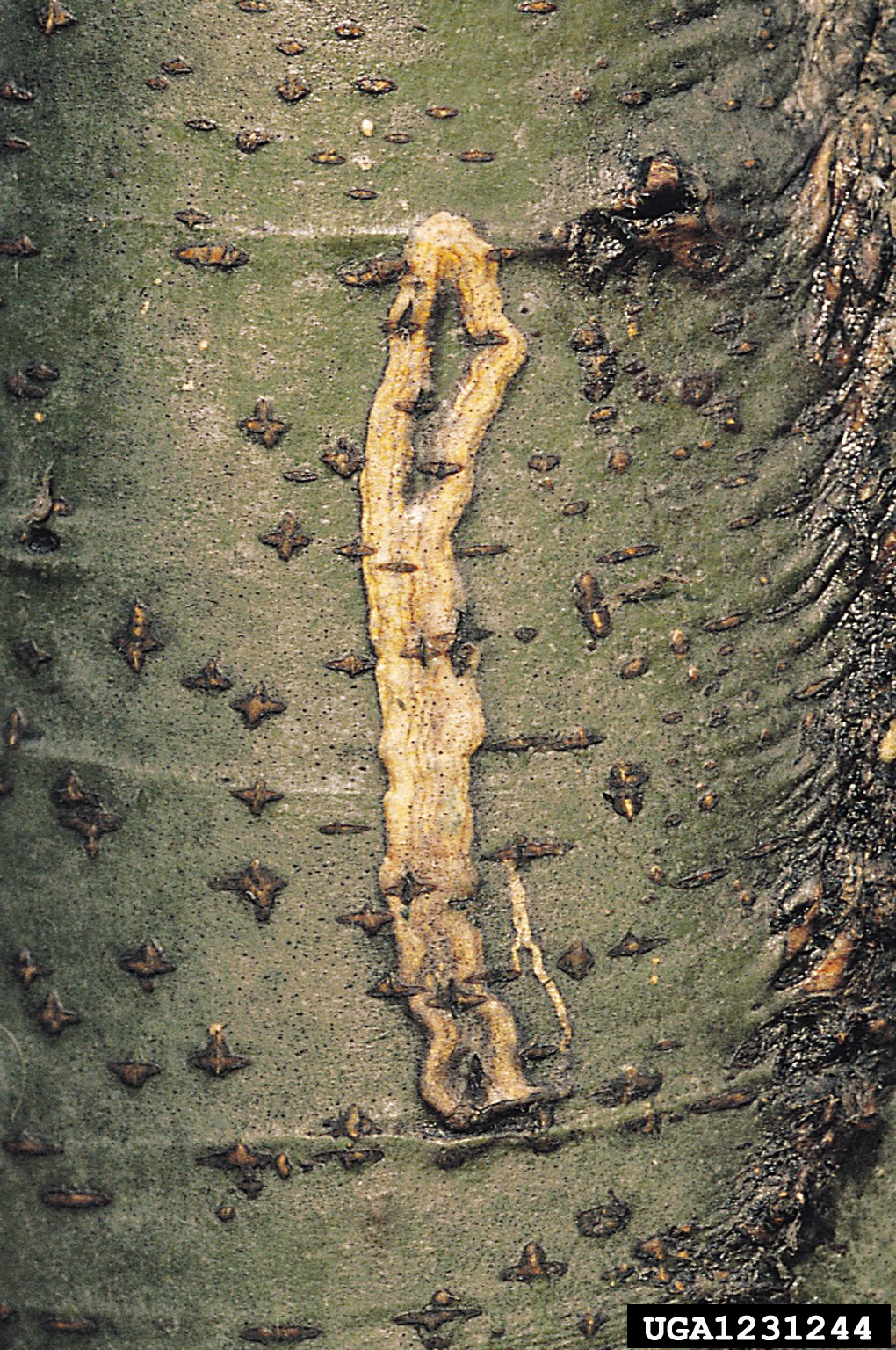
Ectoedemia liebwerdella mine

Sải cánh dài 6.6–8 mm. The larvae normally have a two-year cycle, they feed during two summers và overwinter twice to pupate in tháng 5-July. Con trưởng thành bay từ early tháng 7 đến tháng 8.
Ấu trùng ăn various Fagus và Quercus species. 